# TMK 900
ТМК 900 је прототип првог хрватског зглобног трамваја. Израдила га је фабрика "Ђуро Ђаковић" у Славонском Броду.
Израђен је само један примерак који је од 1992. до 2007. возио у Загребу. Као једини тог типа са деловима који нису компатибилни другим типовима, због дугога чекања поправки је често стајао у невозном стању. 2008. је одлучено да је одржавање неисплативо и тренутно чека расход.

## Bиди још
- TMK 101
- Загребачки трамвај